# Embraer C-390 Millennium

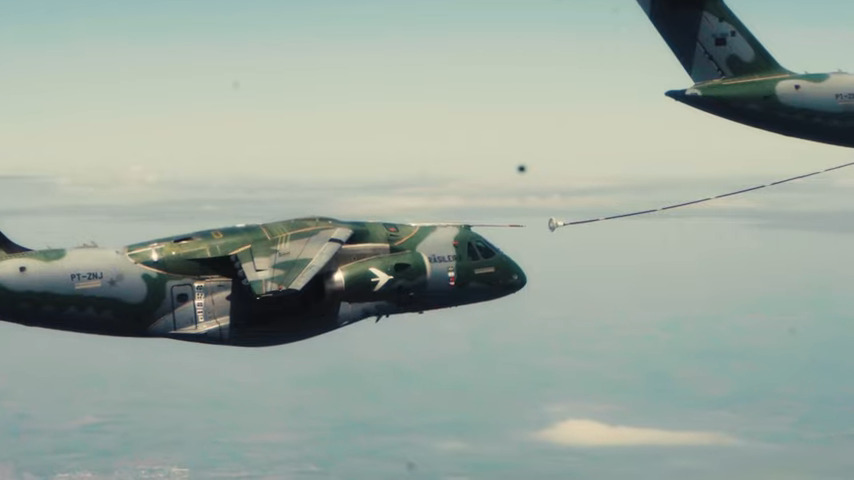
Bijtanken van een C-390 Millennium-transportvliegtuig

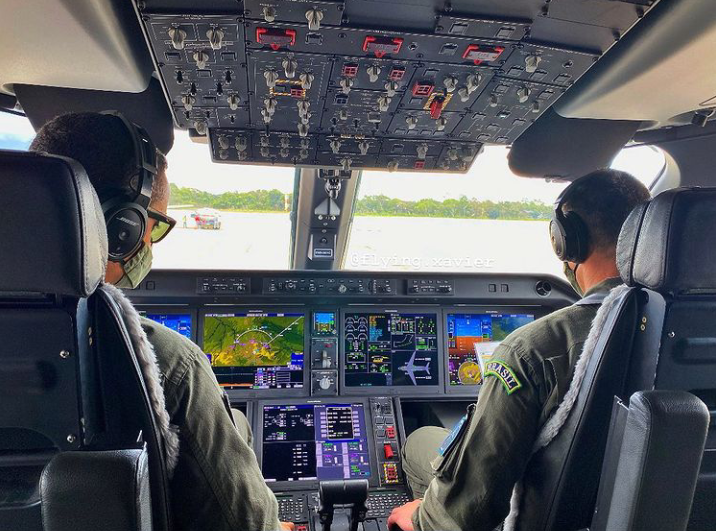
De cockpit van een C-390

De Embraer C-390 Millennium is een middelgroot militair transportvliegtuig van Embraer. Het toestel kan voor verschillende doelen worden ingezet, variërend van troepen- tot vip- en vrachttransport. Naast militaire doelen kan het ook gebruikt worden voor brandbestrijding en zoek- of reddingsacties. Een andere functie van het vliegtuig is het bijtanken in de lucht van gevechtsvliegtuigen.

## Ontwikkeling
Embraer is sinds 2005 bezig geweest een degelijk ontwerp op tafel te leggen. Dit ontwerp was vooral gebaseerd op de Embraer 190; alleen zouden de vleugels en cabine iets moeten veranderen. In 2006 was Embraer aan het onderzoeken of een vliegtuig, vergelijkbaar met de C-130 Hercules van Lockheed-Martin, de afhankelijkheid van de commerciële vliegtuigmarkt kon verminderen. In 2008 gaf de Braziliaanse overheid € 418,5 miljoen aan Embraer voor de ontwikkeling en productie van het vliegtuig.
Dit vliegtuig, dat de naam C-390 Millennium kreeg, is het zwaarste vliegtuig door Embraer gebouwd. Het vliegtuig moest gekenmerkt worden door een grote mobiliteit, een grote flexibiliteit, een goede technologie en eenvoudig onderhoud.
In 2009 kreeg Embraer € 1,43 miljard om twee prototypen te bouwen. Toen deze werden getoond aan het publiek was het ontwerp compleet nieuw. Naast de romp, cockpit en vleugels was ook het motortype veranderd: de CF34-10 van de E-190 was vervangen door de IAE V2500-e5.
In 2010 werd duidelijk dat het eerste prototype in 2014 moest worden afgeleverd. In april 2012 stelde Embraer een samenwerkingsovereenkomst op voor de volgende onderdelen.
| Onderdeel                                       | Bedrijf                      | Land                | Referentie |
| ----------------------------------------------- | ---------------------------- | ------------------- | ---------- |
| Achterste romp                                  | Aero Vodochody               | Tsjechië            | [ 8 ]      |
| Avionica                                        | Rockwell Collins             | Verenigde Staten    | [ 9 ]      |
| Vrachtafhandelings- en luchtafleversysteem      | Rockwell Collins             | Verenigde Staten    | [ 10 ]     |
| Primair fly-by-wire-vluchtbesturingssysteem     | BAE Systems                  | Verenigd Koninkrijk | [ 10 ]     |
| Landingsgestel                                  | Eleb Equipamentos Ltda.      | Brazilië            | [ 11 ]     |
| V2500-E5-turbofan                               | International Aero Engines   | Zwitserland         | [ 12 ]     |
| Staartkegel, vrachtdeur en landingsgesteldeuren | Fábrica Argentina de Aviones | Argentinië          | [ 13 ]     |

Op 21 oktober 2014 was het eerste vliegtuig klaar en op 3 februari 2015 voerde de C-390 zijn eerste vlucht uit: het toestel vloog naar Sao Paulo. In maart 2016 was het tweede prototype klaar en begon ook voor dit exemplaar een intensieve testreeks.
In 2017 was het vliegtuig in Jacksonville (VS) om tests te ondergaan benodigd voor het verwerven van een IOC-certificaat.
Tijdens een test in oktober 2017 ging het bijna mis. Bij een overtrek test rolde er een zwaar voorwerp in het ruim van zijn plaats, waardoor het zwaartepunt veranderde. Door de verandering verloren de piloten de controle en raakte het vliegtuig in een tolvlucht. Pas op zo'n 300 meter boven de grond herstelde het vliegtuig uit de tolvlucht. Het vliegtuig landde daarna veilig op het vliegveld van Gavião Peixoto.
Op 5 mei ging het weer mis. Het eerste prototype raakte bij het opstijgen van de baan af. Vanwege de schade en het incident zelf stelde Embraer de oplevering van de vliegtuigen zes maanden uit om eerst nieuwe testen uit te voeren.
In 2018 tijdens een internationale rondvlucht maakte Embraer bekend dat het al 28 vliegtuigen op bestelling had staan voor de Braziliaanse luchtmacht, met daarnaast 32 vliegtuigen op toezegging voor Argentinië, Chili, Colombia, Tsjechië en Portugal. Voor en tijdens de Paris Air Show (2018) moest het vliegtuig nog een aantal testen doorlopen. Door deze testen kreeg het vliegtuig op 23 oktober 2018 het FOC-certificaat toegekend, waarmee de productie kon beginnen. (FOC staat voor Final Operational Capability, wat betekent dat het vliegtuig volledig operationeel is en kan worden gebruikt voor de doeleinden waarvoor het gebouwd is.)

## Operationele geschiedenis
In 2019 leverde Embraer de eerste twee toestellen af en in 2020 volgde nog twee exemplaren. In 2021 werd geen enkele C-390 geleverd en in 2022  was dat slechts een exemplaar. In totaal waren er tot jaareinde 2022 vijf C-390s geleverd aan klanten. Per 31 december 2022 had het bedrijf nog opdrachten voor 21 C-390s in de orderboeken staan.

### Brazilië
De eerste C-390 Millennium voor de Braziliaanse luchtmacht werd op 4 september 2019 afgeleverd. Tijdens de Covidpandemie fungeerde de C-390 als luchtbrug tussen Rio de Janeiro en Manaus, dat vanwege de overbelaste medische dienst hulp nodig had. De gehele transportvloot werd in paraatheid gebracht en zij vervulde daarmee een sleutelrol in het vervoer van patiënten.
In februari 2022 kwamen Embraer en de Braziliaanse luchtmacht overeen het aantal te leveren vliegtuigen terug te brengen tot 22. Dit kwam door de bezuinigingen en de gevolgen van de Covidpandemie. In oktober 2022 volgde een verdere reductie naar 19.

### Portugal
In 2010 was Portugal op zoek naar een vervanger voor de C-130-vloot. Embraer bood de C-390 aan en in 2017 kocht de Portugese luchtmacht vijf toestellen, met een mogelijke zesde. Naar alle waarschijnlijkheid is de oplevering van de nieuwe vloot in 2027 afgerond.

### Hongarije
Nadat Hongarije de An-26 had uitgefaseerd, kondigde Embraer op 17 november 2020 aan dat Hongarije twee toestellen had gekocht, onder meer voor training en onderhoud. Hongarije bestelde ook als extra configuratie een Intensive Care Unit, voor medische hulp tijdens missies in het buitenland.

### Nederland
Op 16 juni 2022 meldde het ministerie van Defensie dat het een vervanger had gevonden voor het C-130 vliegtuig. Aanvankelijk zouden de vier C-130s tot 2031 doorvliegen, maar ze hadden het eind van hun levensduur bereikt. Drie vliegtuigen kwamen in aanmerking, de moderne versie van de Lockheed C-130 Hercules, de Airbus A400M en de C-390. De keuze viel op de laatste omdat deze het meest aan de eisen voldeed. Deze eisen waren een gegarandeerde inzetbaarheid en minder onderhoud. De C-390 kan verder, sneller en hoger vliegen.
Op 10 september 2022 werd een testtoestel van de Braziliaanse luchtmacht overgevlogen naar vliegbasis Eindhoven om het luchtmachtpersoneel met het toestel kennis te laten maken. Het toestel vloog vier dagen later weer terug naar Brazilië.
Nederland schaft vijf toestellen aan en de levering begint in 2026. De toestellen gaan ook een onderdeel vormen binnen het European Air Transport Command.

## Gebruikers
- Brazilië (22 toestellen besteld, waarvan er vijf zijn geleverd.)
- Portugal (vijf toestellen besteld in 2019)
- Hongarije (twee toestellen besteld in 2020)
- Nederland (Samen met Oostenrijk 9 toestellen besteld op 22 juli 2024, vijf voor Nederland en vier voor Oostenrijk)
- Zweden, (op 2 april 2025 sloot Zweden zich aan bij de deal van Nederland en Oostenrijk en bestelde het land vier C-390’s)

Civiel: Embraer EMB 110 Bandeirante · Embraer EMB 120 Brasilia · Embraer EMB 312 Tucano · Embraer EMB 326 Xavante · Embraer ERJ 135/140/145 · Embraer 170/175 · Embraer 190/195

Militair: Embraer C-390 Millennium